# Chien d'eau espagnol
Le chien d'eau espagnol (Perro de Agua Español), surnommé « Chien turc », est une race de chiens utilisés comme chiens de chasse et chiens de berger, originaire d'Espagne. Sa présence en Espagne est très ancienne, la race est très présente en Andalousie. C'est un chien rustique dont la polyvalence et l'intelligence est surlignée. De taille et poids moyens, c'est un chien bien proportionné, de type longiligne et dolichocéphale. Son poil long et frisé est adapté au milieu marécageux, les couleurs de la robe sont le blanc, le noir, le marron, le blanc et noir et le blanc et marron,.